# Prostanthera nivea
Prostanthera nivea là một loài thực vật có hoa trong họ Hoa môi. Loài này được A.Cunn. ex Benth. miêu tả khoa học đầu tiên năm 1834.